# Inline-Skaterhockey-Bundesliga
Die Inline-Skaterhockey-Bundesliga ist seit 1996 die höchste Spielklasse im deutschen Inline-Skaterhockey. In der Bundesliga werden im Ligasystem, bei dem jeder Verein in Hin- und Rückspielen gegen jeden anderen Verein antritt, zunächst die Teilnehmer an den Play-offs und dabei schließlich der Deutsche Meister ermittelt. Der ausrichtende Verband ist der Deutsche Rollsport und Inline-Verband mit der zuständigen Sportkommission Inline-Skaterhockey Deutschland.

## Geschichte
Die Bundesliga wurde zur Saison 1996 eingeführt. Von 1986 bis 1994 bildete die Oberliga (auch Westdeutsche Oberliga oder WOL), in der Saison 1995 dann die 1. SHL (1. Skaterhockey-Liga) die höchste Spielklasse. Der erste Deutsche Meister wurde in der Saison 1986 ermittelt.
Die Gründungsmitglieder der Bundesliga waren die Crash Eagles Kaarst, Crefelder SC, Bullskater Düsseldorf, Red Devils Berlin, Bochum Lakers, HC Köln-West, Düsseldorf Rams, Skater Union Augsburg, SU Coeln und Kölner SC Hawks.
Von 1996 bis 2000 wurde die Bundesliga eingleisig ausgetragen, zur Saison 2001 aber in eine Nord- und eine Süd-Staffel unterteilt, da der Spielbetrieb auf diese Weise für die Vereine einfacher zu finanzieren war. Eine Verzahnung der Staffeln fand erst in den Play-offs statt. Zur Saison 2012 wurde die Bundesliga wieder eingleisig. Der 2010 gegründete Bundesliga-Ausschuss wollte damit die Leistung der Top-Vereine konzentrieren.
Die Saison 2020 wurde nach langer Unterbrechung aufgrund der COVID-19-Pandemie abgebrochen und letztlich nur ein freiwilliger Ersatzspielbetrieb mit dem Namen „ISHD Masters 2020“ angeboten. Nur drei Erst- und fünf Zweitligisten meldeten sich an; alle übrigen Teams verzichteten. Ein Deutscher Meister wurde in dieser Saison nicht ermittelt. Auch der Ersatzspielbetrieb wurde mit Wirkung zum 2. November 2020 aufgrund des zweiten Lockdowns abgebrochen, sodass auch hier kein Sieger ermittelt wurde. Die Saison 2021 konnte ebenfalls pandemiebedingt erst im August beginnen, sodass die Vorrunde verkürzt in zwei Gruppen ausgetragen wurde; die Play-offs wurden von einem Best-of-Three-System auf Hin- und Rückspiel verkürzt. Zur Saison 2022 kehrte die Liga zu ihrem üblichen Modus zurück.

## Titelträger
Rekordmeister der Inline-Skaterhockey-Bundesliga sind die Duisburg Ducks mit acht Titeln. Einschließlich der Meisterschaften aus der Vor-Bundesliga-Zeit (ab 1986) teilen sich die Duisburger diesen Titel zwar mit den Düsseldorf Rams, die jedoch zu Bundesliga-Zeiten nur einmal, nämlich in der Premierensaison 1996, den Titel gewannen. Weitere Bundesliga-Meister sind die Crash Eagles Kaarst (7), der HC Köln-West (5), der SHC Rockets Essen (3), der TV Augsburg (2), die Samurai Iserlohn und der Crefelder SC (je 1). Die Saison 2020 blieb wie erwähnt ohne Titelträger.

## Ewige Tabelle
Stand: Ende der regulären Saison 2024
|     | Mannschaft                  | Sp  | G   | GP | U  | VP | V   | Tore      | +/−   | P   |
| --- | --------------------------- | --- | --- | -- | -- | -- | --- | --------- | ----- | --- |
| 1.  | HC Köln-West Rheinos        | 512 | 313 | 11 | 15 | 11 | 163 | 3817:2755 | +1062 | 985 |
| 2.  | Duisburg Ducks              | 478 | 306 | 12 | 26 | 6  | 128 | 4007:2620 | +1387 | 974 |
| 3.  | Crash Eagles Kaarst         | 490 | 287 | 12 | 23 | 6  | 162 | 3970:2903 | +1067 | 914 |
| 4.  | SU/TV Augsburg              | 472 | 259 | 7  | 29 | 7  | 169 | 3400:2813 | +587  | 827 |
| 5.  | Moskitos/Rockets Essen      | 496 | 254 | 7  | 32 | 5  | 198 | 3773:3333 | +440  | 807 |
| 6.  | Düsseldorf Rams             | 444 | 228 | 3  | 26 | 6  | 176 | 3091:2684 | +407  | 731 |
| 7.  | Samurai Iserlohn            | 438 | 225 | 11 | 19 | 13 | 170 | 3502:2991 | +511  | 729 |
| 8.  | Bissendorfer Panther        | 340 | 176 | 14 | 13 | 16 | 121 | 2529:1943 | +586  | 585 |
| 9.  | Crefelder SC                | 386 | 146 | 6  | 19 | 6  | 209 | 2518:3092 | −574  | 475 |
| 10. | Highlander Lüdenscheid      | 260 | 129 | 9  | 15 | 8  | 99  | 1934:1677 | +257  | 428 |
| 11. | Uedesheim Chiefs            | 272 | 119 | 1  | 17 | 3  | 132 | 1837:1928 | −91   | 376 |
| 12. | Mendener Mambas             | 192 | 94  | 0  | 18 | 0  | 80  | 1492:1315 | +177  | 300 |
| 13. | Bullskater Düsseldorf       | 144 | 58  | 0  | 16 | 0  | 70  | 954:996   | −42   | 190 |
| 14. | Rhein-Main Patriots         | 144 | 56  | 4  | 4  | 6  | 74  | 875:1055  | −180  | 183 |
| 15. | TSV Schwabmünchen           | 84  | 49  | 0  | 6  | 0  | 29  | 648:567   | +81   | 153 |
| 16. | SU Coeln/SUC Kosmos Frechen | 112 | 39  | 0  | 9  | 0  | 64  | 617:777   | −160  | 126 |
| 17. | IHC Atting                  | 116 | 39  | 1  | 4  | 3  | 69  | 709:970   | −261  | 126 |
| 18. | Powerkrauts Berlin          | 98  | 32  | 0  | 6  | 0  | 60  | 584:844   | −260  | 102 |
| 19. | ERC Hannover Hurricanez     | 46  | 33  | 0  | 1  | 0  | 12  | 404:223   | +181  | 100 |
| 20. | VT Zweibrücken Snipers      | 64  | 31  | 0  | 7  | 0  | 26  | 473:479   | −6    | 100 |
| 21. | Ahauser Maidy Dogs          | 116 | 29  | 0  | 11 | 0  | 76  | 564:827   | −263  | 98  |
| 22. | Breisgau Beasts             | 98  | 28  | 0  | 8  | 0  | 62  | 603:766   | −163  | 92  |
| 23. | Commanders Velbert          | 112 | 27  | 1  | 7  | 1  | 76  | 654:1142  | −488  | 91  |
| 24. | Dragons Heilbronn           | 78  | 24  | 0  | 4  | 0  | 50  | 378:542   | −164  | 76  |
| 25. | HC Kollnau                  | 66  | 21  | 0  | 5  | 0  | 40  | 351:489   | −138  | 68  |
| 26. | Hamburg Sharks              | 76  | 18  | 0  | 4  | 0  | 54  | 441:626   | −185  | 58  |
| 27. | Rostocker Nasenbären        | 74  | 16  | 2  | 4  | 0  | 52  | 384:707   | −323  | 56  |
| 28. | Langenfeld Devils           | 66  | 17  | 0  | 3  | 0  | 46  | 335:553   | −218  | 54  |
| 29. | Luzifer Kiel                | 62  | 16  | 0  | 5  | 0  | 41  | 326:516   | −190  | 53  |
| 30. | Buffalos Berlin             | 60  | 15  | 1  | 4  | 1  | 39  | 389:521   | −132  | 52  |
| 31. | Salt City Boars Lüneburg    | 68  | 14  | 0  | 6  | 0  | 48  | 328:540   | −212  | 48  |
| 32. | Sauerland Steel Bulls       | 44  | 14  | 1  | 0  | 3  | 26  | 305:447   | −142  | 47  |
| 33. | Badgers Spaichingen         | 52  | 14  | 0  | 3  | 0  | 35  | 257:390   | −133  | 45  |
| 34. | TGW Kassel Wizards          | 44  | 11  | 3  | 0  | 2  | 28  | 312:423   | −111  | 41  |
| 35. | Miners Oberhausen           | 44  | 12  | 2  | 0  | 0  | 30  | 293:433   | −140  | 40  |
| 36. | Zweibrücker ERC Snipers     | 28  | 12  | 0  | 3  | 0  | 13  | 250:174   | +76   | 39  |
| 37. | Adler Strausberg            | 46  | 11  | 0  | 3  | 0  | 32  | 255:515   | −260  | 36  |
| 38. | Hotdogs Bräunlingen         | 66  | 9   | 0  | 9  | 0  | 48  | 246:511   | −265  | 36  |
| 39. | Bochum Lakers               | 86  | 9   | 0  | 6  | 0  | 71  | 338:991   | −653  | 33  |
| 40. | Kölner SC Hawks             | 36  | 10  | 0  | 1  | 0  | 25  | 152:292   | −140  | 28  |
| 41. | VT Zweibrücken              | 14  | 2   | 0  | 0  | 0  | 12  | 69:142    | −73   | 6   |
| 42. | Rollin’ Pumpkins Oldenburg  | 16  | 1   | 0  | 2  | 0  | 13  | 63:121    | −58   | 5   |
| 43. | Bremerhaven Whales          | 22  | 0   | 1  | 0  | 2  | 19  | 103:261   | −158  | 4   |
| 44. | Red Devils Berlin           | 18  | 1   | 0  | 0  | 0  | 17  | 35:187    | −152  | 3   |
| 45. | Unitas Berlin               | 28  | 0   | 0  | 0  | 1  | 27  | 98:405    | −307  | 1   |
| 46. | Bockumer Bulldogs           | 14  | 0   | 0  | 0  | 0  | 14  | 40:171    | −131  | 0   |
| 47. | Deggendorf Roadrunners      | 0   | 0   | 0  | 0  | 0  | 0   | 0:0       | 0     | 0   |
| 48. | Piranhas Oberhausen         | 0   | 0   | 0  | 0  | 0  | 0   | 0:0       | 0     | 0   |

Abkürzungen: Sp = Spiele, G = Siege, GP = Siege nach Penaltyschießen, U = Unentschieden, VP = Niederlage nach Penaltyschießen V = Niederlagen, P = Punkte

Erläuterungen:
1. Die Ewige Tabelle wurde durchgängig im Drei-Punkte-System berechnet. Die Spielzeiten bis einschließlich 2012 wurden entsprechend neu berechnet.
2. In die Ewige Tabelle gehen nur die Spiele der regulären Saison, nicht aber Play-off-, Play-down- oder Relegationsspiele ein.
3. Die SU Coeln spielte bis einschließlich 2000 als SU Coeln, ab 2001 nach der Fusion mit dem RC Kosmos Frechen als SUC Kosmos Frechen.
4. Der SUC Kosmos Frechen zog sich nach 6 Spielen in der Saison 2002 zurück, alle Punkte dieser Saison wurden annulliert.
5. Der TV Augsburg spielte bis einschließlich 2001 als SU Augsburg, danach schloss sich die 1. Mannschaft dem TV Augsburg an.
6. Dem Kölner SC Hawks wurden in der Saison 1996 zwei Punkte abgezogen; durch die Umberechnung im Drei-Punkte-System wurde ein Abzug von drei Punkten vermerkt.
7. Die Rockets Essen spielten bis einschließlich 2007 als Moskitos Essen; danach erfolgte die Abspaltung als eigenständiger Verein; zur Saison 2022 schlossen sich die Rockets erneut den Moskitos an.
8. Die Commanders Velbert spielten bis einschließlich 2002 als Neviges Commanders; danach erfolgte die Umbenennung.
9. Nach der Saison 2002 fusionierten die Bundesligisten Zweibrücker ERC Snipers und VT Zweibrücken zu VT Zweibrücken Snipers; da der neue Verein beiden Bundesligisten folgt, erhält er einen eigenen Eintrag.
10. Den Uedesheim Chiefs wurden in der Saison 2009 zwei Punkte abgezogen; durch die Umberechnung im Drei-Punkte-System wurde ein Abzug von drei Punkten vermerkt.
11. Die Deggendorf Roadrunners zogen sich nach 6 Spielen in der Saison 2002 zurück, alle Punkte dieser Saison wurden annulliert.
12. Adler Strausberg wurden in der Saison 2004 zwei Punkte abgezogen; durch die Umberechnung im Drei-Punkte-System wurde ein Abzug von drei Punkten vermerkt.
13. Die Piranhas Oberhausen zogen sich vor dem 1. Spieltag in der Saison 2003 zurück, galten damit als erster Absteiger, ohne ein Spiel absolviert zu haben.
14. Die IHC Lethmathe Terminators haben sich nach dem Aufstieg 2001 rechtzeitig zurückgezogen, wurden 2002 wieder in die 2. Bundesliga Nord eingegliedert und tauchen daher nicht in der Ewigen Tabelle der 1. Bundesliga auf.
15. Die Saison 2020 wurde aufgrund der Corona-Pandemie nach nur einem Spieltag abgebrochen; diese Spiele gehen nicht in die Ewige Tabelle ein.